# Boechaarse Joden
Boechaarse Joden (Russisch: Бухарские евреи Boecharskije jevrei; Hebreeuws: בוכרים Boekharim; Oezbeeks: Buxoro yahudiylari) zijn een joodse etnisch-religieuze groep uit Centraal-Azië die historisch gezien Bukhori sprak, een Tadzjieks dialect van de Perzische taal. Hun naam komt van het voormalige Emiraat Boechara, waar begin twintigste eeuw een aanzienlijke Joodse gemeenschap leefde. Sinds het uiteenvallen van de Sovjet-Unie is de overgrote meerderheid van de Boechaarse Joden geëmigreerd naar Israël of de Verenigde Staten (vooral Forest Hills, New York), terwijl anderen naar West-Europa of Australië zijn geëmigreerd.

## Afbeeldingen

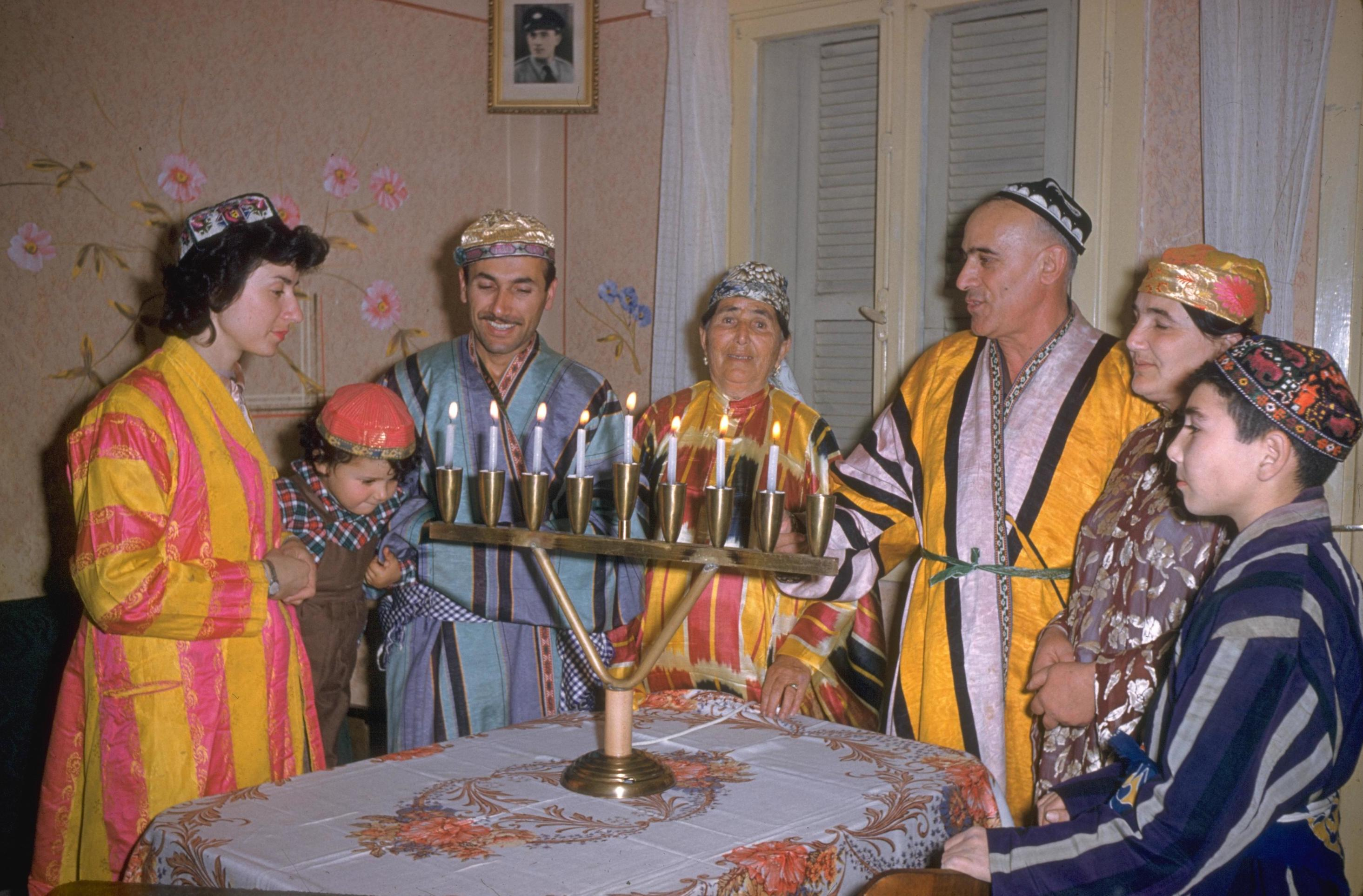
Boechaarse Joden vieren Chanoeka in Tel Aviv
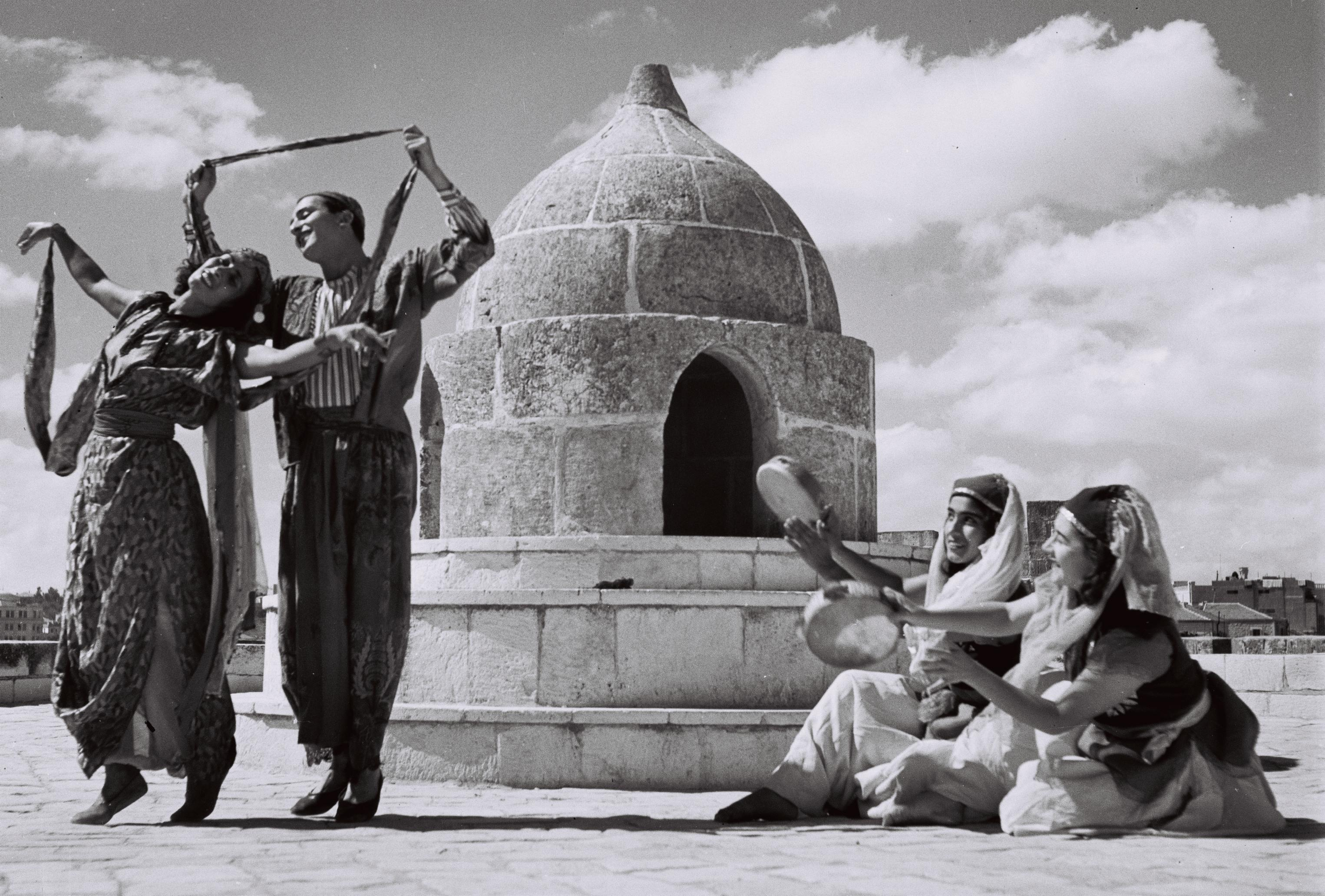
Dansende Boechaarse Joden in Jeruzalem
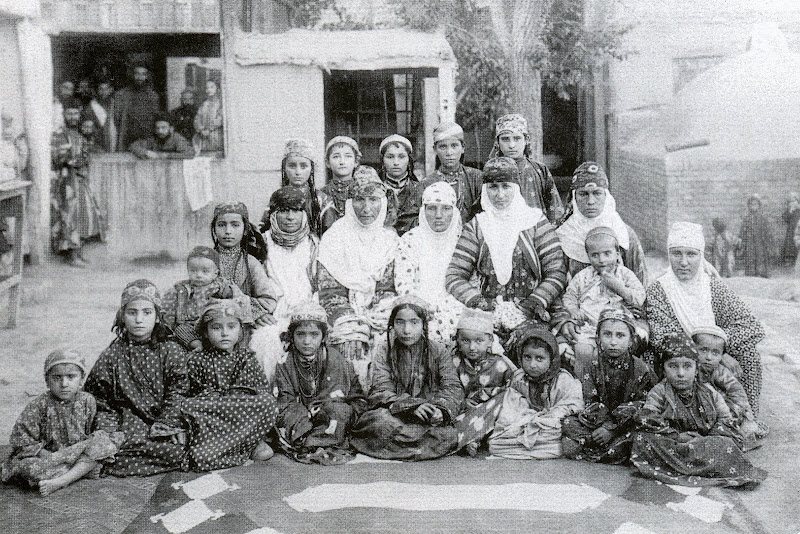
Boechaarse Joden rond 1900
De vlag van de Boechaarse Joden
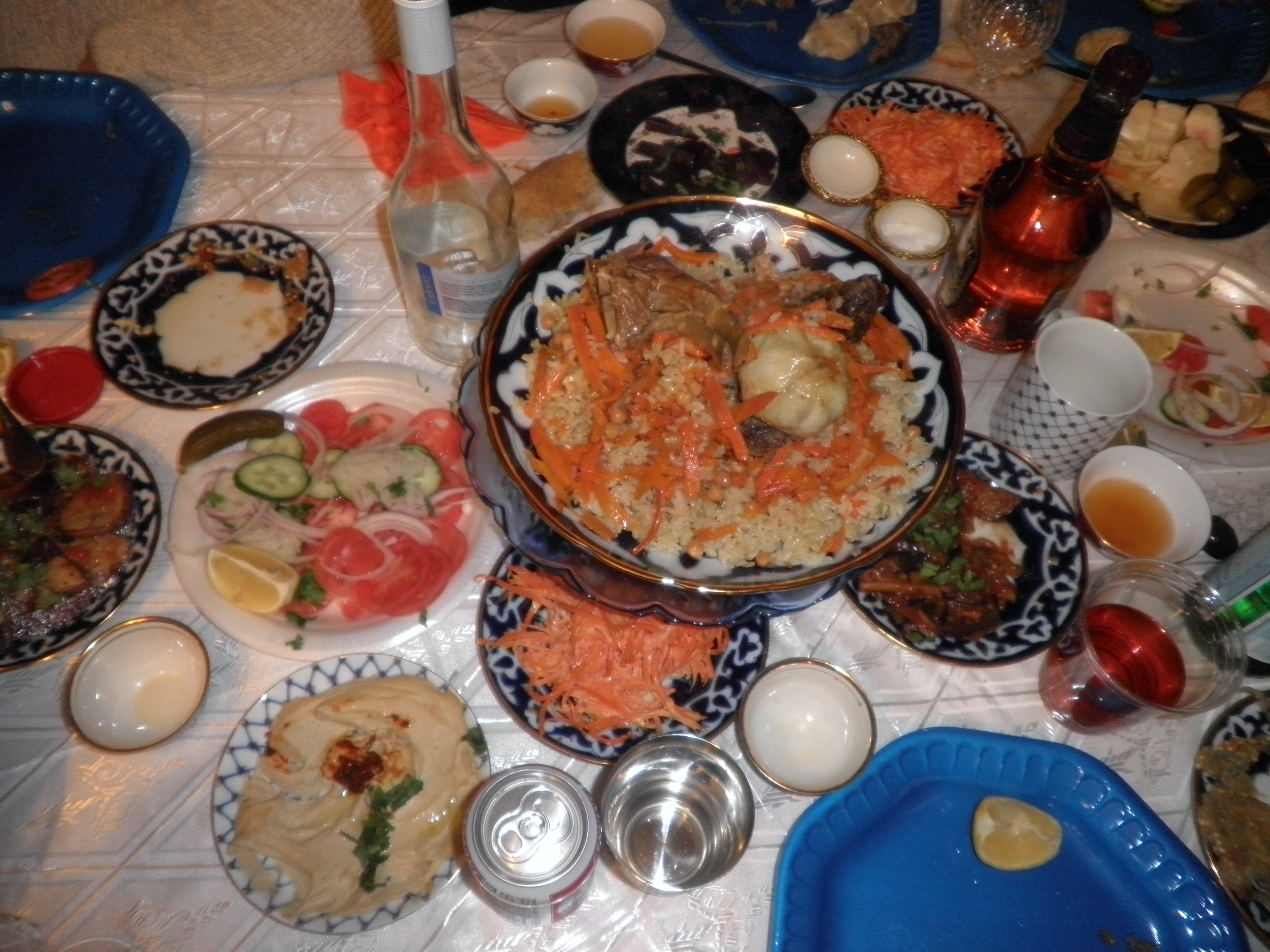
Nationaal gerecht van de Boechaarse Joden: Pilov

## Bekende Boechaarse Joden
- Esther Roth-Shachamarov (1952) - Israëlische atlete
- Gideon Sa'ar (1966) - Israëlische politicus